# Iridosornis analis
La tangara goliamarilla (en Ecuador) (Iridosornis analis), también denominada musguerito gorgiamarillo (en Colombia), tangara de garganta amarilla (en Perú) o frutero de garganta dorada, es una especie de ave paseriforme de la familia Thraupidae, perteneciente al  género Iridosornis. Es nativa de regiones andinas del noroeste y oeste de América del Sur.

## Distribución y hábitat
Se distribuye por la pendiente oriental de la cordillera de los Andes, desde el sur de Colombia (oeste de Putumayo), este de Ecuador, hasta el sur de Perú (Puno).
Esta especie es considerada poco común y local en su hábitat natural: el estrato bajo de bosques montanos y sus bordes, principalmente entre los 1200 y 2300 m de altitud,

## Sistemática

### Descripción original
La especie I. analis fue descrita por primera vez por el ornitólogo suizo Johann Jakob von Tschudi en 1844 bajo el nombre científico Tanagra analis; su localidad tipo es: «valle de Vitóc, Junín, Perú».

### Etimología
El nombre genérico masculino «Iridosornis» se compone de las palabras griegas «iris»: arco iris, y «ornis»: pájaro; en referencia al colorido de las especies; y el nombre de la especie «analis» del latín moderno y significa «anal, relativo al ano, relativo a la rabadilla».

### Taxonomía
La presente especie e Iridosornis porphyrocephalus ya fueron tratadas como conespecíficas. Los amplios estudios filogenéticos recientes demuestran que son especies hermanas. Es monotípica.